# Cistòfor (moneda)
Cistòfor (en grec antic κιστοφόρος) era una antiga moneda pròpia del Regne de Pèrgam, que va circular profusament per tota l'Àsia Menor quan els romans van conquerir el regne i van formar la província d'Àsia.
El nom provenia de la imatge gravada a la moneda. En una cara es veia una cista (d'aquí el nom) sagrada de Dionís de la que en sortia una serp i a l'altra cara portava escrit el nom o el monograma de la ciutat que l'encunyava. El seu valor real és desconegut, ja que els autors que en parlen donen diferents equivalències. Alguns diuen que equivalia a una tetradracma, i Sext Pompeu Fest el fa equivalent a tres denaris romans. Altres autoritats li donen un valor molt menor. Fest també diu que el dracma cistòfor era una quarta part de l'estatera usada a l'illa de Rodes.
Se suposa que es va començar a batre vora l'any 200 aC pel rei Àtal I de Pèrgam i el seu ús es va estendre ràpidament per tot arreu. Es va convertir en una moneda corrent a tota l'Àsia Menor i es va emetre en grans quantitats des de nombroses seques asiàtiques, com expliquen Titus Livi i Ciceró. Titus Livi diu també que després de la derrota d'Antíoc III a la Guerra Romano-Síria, l'any 190 aC es van portar a Roma gran quantitat cistòfors. La moneda va continuar sent d'ús principal a la província romana d'Àsia fins a l'època dels Antonins. Molts cistòfors conservats porten el cap dels emperadors romans.